# Lobsang Tenzin (Samdhong)
Lobsang Tenzin (Jol (Kham, Tibet), 5 november 1939) is een Tibetaans politicus en de vijfde Samdhong Rinpoche.
Als politicus is hij sinds 2001 kalön tripa (premier), ook wel voorzitter van de kashag genoemd, voor het Tibetaanse regering in ballingschap. Lobsang Tenzin wordt gezien als een van de leidende Tibetaans boeddhistische leraren en is een autoriteit op het gebied van de leer van Mahatma Gandhi. Naast Tibetaans spreekt hij vloeiend Hindi en Engels.

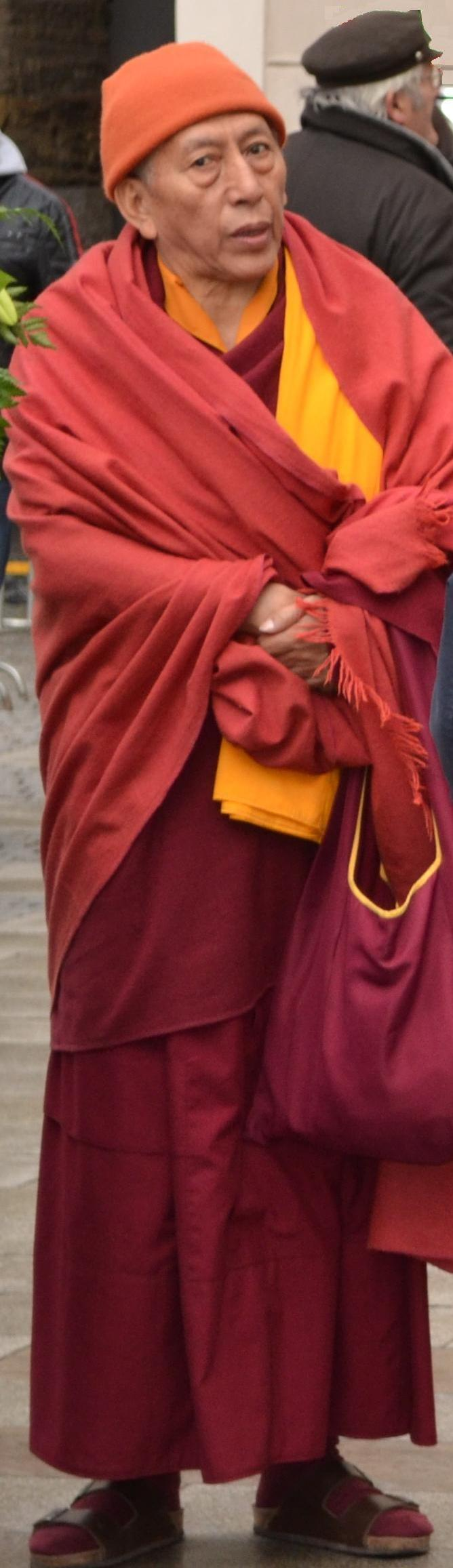
Lobsang Tenzin als speciaal gezant van de dalai lama in Praag, 2011

Hij is onder meer te zien in de documentaire Tibet: 50 Years After the Fall uit 2009 van het regisseursduo Ritu Sarin en Tenzin Sönam.

## Samdong rinpoche
Als lama werd hij op zijn vijfde erkend als de vijfde incarnatie van de Samdhong Rinpoche en geïnstalleerd in het klooster Gaden Dechenling in Jol. Twee jaar later werd hij ingewijd als monnik en startte hij zijn religieuze training in het klooster Drepung in Lhasa. Daarna studeerde hij de leer van de Madhyamaka-school.

## Politieke loopbaan
Aan het begin van de Tibetaanse diaspora in 1959 vluchtte hij naar India. Vanaf 1960 werkte hij als leraar in religieuze Tibetaans boeddhistische scholen in India, eerst in Simla en later in Darjeeling.
Tussen 1965 en 1970 was hij hoofdleraar van de Tibetaanse school in Dalhousie en tussen 1971 en 1988 van het Centraal Instituut voor Hogere Tibetaanse Studies in Benares. Daar was hij directeur tussen 1988 en 2001.
In 1991 werd hij door de veertiende dalai lama Tenzin Gyatso benoemd tot parlementslid van het Tibetaans parlement in ballingschap en werd later unaniem gekozen tot voorzitter van het parlement. Tussen 1996 en 2001 werd hij direct door de Tibetaanse ballingen gekozen tot parlementslid en voorzitter van Tibetanen uit de voormalige provincie Kham. Ook werd hij dat jaar direct gekozen door de Tibetaanse ballingen als premier met 84% van de stemmen. Juchen Thubten Namgyal was de andere kandidaat en won de overige stemmen.
Sinds 2001 reisde hij intensief langs de Tibetaanse ballingsoorden om steun te winnen voor de middenwegstrategie, ofwel de weg naar autonomie voor Tibet in plaats van onafhankelijkheid.

## Naam
Zijn officiële Tibetaanse geboortenaam is Lobsang Tenzin en in het Indiase persoonsregister staat hij vermeld als Samdhong Rinpoche, hoewel dit feitelijk zijn religieuze titel is vergelijkbaar met dalai lama en pänchen lama. In het Engels wordt hij meestal aangesproken met "Professor Rinpoche"